# Associação Desportiva Yoka
A Associação Desportiva Yoka Futsal, também conhecida como Yoka Futsal, é um clube de futebol de salão da cidade de Guaratinguetá, no estado de São Paulo. Foi fundada em agosto de 1991. A equipe disputou algumas competições amadoras e depois ficou parada por muitos anos. Retornou às quadras em 2006, e desde então vem crescendo.

## História
De 2006 até 2014 foram 12 títulos conquistados, além de duas boas participações na Copa Vanguarda de Futsal.
Em 2010 o Yoka Futsal representou a cidade de Aparecida do Norte na disputa, e em 2011, jogou a Copa Vanguarda representando o município de Lorena, ficando em quarto lugar nas duas competições. 
A Associação Desportiva Yoka Futsal é a mais nova equipe do Vale do Paraíba, no cenário do futebol de salão. A equipe de Guaratinguetá se afiliou, no começo de 2013, junto a FPFS - Federação Paulista de Futsal, e estreou no dia 23 de março de 2013, no Campeonato Metropolitano da Série-A2, seu primeiro jogo como profissional.

## Ginásio
O Yoka Futsal comanda seus jogos no Ginásio Itaguará Country, na cidade de Guaratinguetá. 

## Títulos
- III Copa Guará de Futsal: 2006
- IV Copa  Guará de Futsal: 2007
- V Copa Guará de Futsal: 2008
- Posse Definitiva da Copa Guará: 2008
- VI Copa Guará de Futsal (TETRA CAMPEÃO): 2009
- Copa Municipal de Futsal de Aparecida: 2009
- Copa Kagiva de Futsal de Aparecida: 2010
- XI Copa Inter Estadual ESEFIC de Futsal em Cruzeiro: 2010
- Copa da Padroeira de Futsal em Lorena: 2010
- Copa da Padroeira de Futsal em Lorena: 2011
- Taça Minas / São Paulo de Futsal Paraisópolis: 2012
- Copa da Padroeira de Futsal em Lorena: 2012
- Campeão da 2ª Divisão dos Regionais: 2013

### Campanhas de Destaque
- Vice-Campeão da Copa Vanguarda de Futsal: 2013
- Vice-Campeão da 2ª Divisão dos Jogos Abertos: 2013
- Vice-Campeão da Série A-2 do Paulista de Futsal: 2013